# Jicchak Halewi Herzog
Jicchak Halewi Herzog (hebr. ‏יצחק הלוי הרצוג‎, ur. 3 grudnia 1888 w Łomży, zm. 25 lipca 1959 w Jerozolimie) – izraelski rabin, aszkenazyjski naczelny rabin Izraela w latach 1948–1959, aszkenazyjski naczelny rabin Mandatu Palestyny w latach 1936–1948 oraz naczelny rabin Irlandii w latach 1925–1936.

## Życiorys
Syn Joela Lejba Herzoga i Liby Miriam z domu Cyrowicz. W 1898 roku wyjechał z rodziną do Wielkiej Brytanii, gdzie jego ojciec pracował jako rabin w Leeds, a następnie w Paryżu. W młodości uzyskał edukację religijną, nastepnie podjął studia na Sorbonie. Na Uniwersytecie Londyńskim uzyskał doktorat na podstawie pracy dotyczącej ponownego odkrycia tekelet – barwnika używanego do wytwarzania cicit.
W latach 1916–1919 był rabinem Belfastu, a od 1919 roku Dublinu, gdzie od 1922 roku pełnił funkcję naczelnego rabina. W latach 1925–1936 był naczelnym rabinem Irlandii. Wspierał ruch irlandzkich republikanów, Sinn Féin oraz powstanie niepodległej Irlandii, przez co nazywany był „rabinem Sinn Féin”. Jego przyjacielem był Éamon de Valera. W 1936 roku wyjechał do Palestyny, gdzie objął funkcję aszkenazyjskiego naczelnego rabina Palestyny, zastępując zmarłego Awrahama Kuka. 
Był zaangażowany w próby wypracowania porozumienia między Żydami i Arabami, angażował się również w działalność na rzecz Żydów prześladowanych przez nazistów. W 1938 roku zeznawał przed komisją Peela.
Podczas II wojny światowej podróżował do Stanów Zjednoczonych, gdzie spotkał się z Franklinem Delano Rooseveltem, prosząc go o pomoc dla Żydów w okupowanej przez III Rzeszę Europę. Po II wojnie światowej zaangażował się w ruch brichy oraz sprowadzanie do Izraela żydowskich dzieci pozostających w Europie i poszukiwanie ich rodzin. Według niektórych źródeł, w poszukiwaniu żydowskich dzieci ukrytych w katolickich klasztorach i u chrześcijańskich rodzin pomagał mu późniejszy papież, Karol Wojtyła. Utrzymywał również przyjacielskie kontakty z papieżem Piusem XII.
W 1958 roku został wyróżniony Nagrodą Izraela.
Był żonaty z Sarą, córką rabina Szmuela Jicchaka Hillmana. Jego synem był Chaim Herzog, a wnukiem Jicchak Herzog, prezydenci Izraela. Jego drugi syn, Jaakow, był ambasadorem Izraela w Kanadzie. Zmarł w 1959 roku i został pochowany na cmentarzu Sanhedria w Jerozolimie.